# F♯ A♯ ∞
F♯ A♯ ∞  viene considerato il primo vero album in studio del gruppo musicale canadese Godspeed You Black Emperor! (in seguito conosciuta col nome Godspeed You! Black Emperor).
È stato pubblicato due volte: la prima il 14/08/1997 su vinile da Constellation Records, la seconda nel 1998 su CD da Kranky. Le tracce sono lunghe e divise in diversi movimenti a cui è stato dato un nome.
La versione su CD è stata rimasterizzata aggiungendo e togliendo brani rispetto alla versione originale.
Il titolo dell'album deriva dal fatto che, nei primi concerti della band, il gruppo non aveva vere e proprie canzoni, così improvvisarono alcune jam utilizzando come note di riferimento F# e A# (Efrim Menunk e Mike Moya utilizzavano come accordatura della chitarra F# open, così come Mauro Pezzente che aveva accordato il basso con F# e A# in modo da poter rimanere sulla stessa tonalità con corde a vuoto).

## Tracce

### LP (1997)
1. Nervous, Sad, Poor... – 20:43
  1. The Dead Flag Blues (Intro) – 6:09
  2. Slow Moving Trains – 3:23
  3. The Cowboy... – 4:16
  4. Drugs in Tokyo – 3:29
  5. The Dead Flag Blues (Outro) – 1:52
  6. (untitled segment) – 1:34
2. Bleak, Uncertain, Beautiful... – 17:40
  1. '...Nothing's Alrite in Our Life...'/Deadflagblues (Reprise) – 2:00
  2. The Sad Mafioso... – 5:33
  3. Kicking Horse on Brokenhill – 5:36
  4. String Loop Manufactured During Downpour... – 4:29

### CD (1998)
1. The Dead Flag Blues – 16:27
  1. The Dead Flag Blues (Intro) – 6:37
  2. Slow Moving Trains – 3:33
  3. The Cowboy... – 4:17
  4. (;Outro) – 2:00
2. East Hastings – 17:58
  1. '...Nothing's Alrite in Our Life...'/Deadflagblues (Reprise) – 1:35
  2. The Sad Mafioso... – 10:44
  3. Drugs in Tokyo – 3:43
  4. Black Helicopter – 1:56
3. Providence – 21:20
  1. Divorce & Fever... – 2:44
  2. Dead Metheny.. – 8:07
  3. Kicking Horse on Brokenhill – 5:53
  4. String Loop Manufactured During Downpour... – 4:36
  5. J.L.H. Outro – 4:08